# Клеменс Брентано
Клеменс Брентано (Кобленц, 9. септембар 1778 — Ашафенбург, 28. јул 1842) немачки је књижевник, песник, романсијер и драматург.
Радио је као трговац, студирао рударство и новчарство, а затим се посветио књижевном раду. Као припадник круга немачких романтичара био је у додиру с Гетеом, Хедером, Шлегелом и др. Неспокојан и ексцентричан, започео је у духу крајњега романтичарског индивидуализма, а завршио је као католички конвертит и мистик. Окушавао се и у књижевној сатири, пародији и у лаким пошалицама. Главна одлика његова израза савршено је мајсторство форме. владао је пучким стилом („LoreLay“), као и мислилачком оркетстрацијом („Romance krunice“).
Један је од оснивача Хајделбершке романтичарске школе надахнуте немачким фолклором и историјом.